# 소니 법
모이어 맥클라렌 법(Moyer MacClaren Bupp, 1928년 1월 10일 ~ 2007년 11월 1일)은 미국의 아역배우이다. 소니 법(Sonny Bupp)이라는 이름으로 더 유명하다. 법이 찍은 영화 중 가장 유명한 영화는 시민 케인으로, 찰스 포스터 케인과 그의 첫 아내 에밀리의 아들인 8살 찰스 포스터 케인 3세로 출연한다. 그리고 법은 시민 케인에 출연한 배우 중 가장 오랜 시간 동안 살아있었던 배우다.